# Кызыл-Эшме
Кызыл-Эшме (кирг. Кызыл-Эшме) — село в Чон-Алайском районе Ошской области Кыргызстана. Входит в состав Чон-Алайского айылного аймака.

## География
Село расположено в юго-западной части области, в высокогорной зоне, на правом берегу реки Кызылсу, на расстоянии приблизительно 4 километров (по прямой) к востоку от села Дараут-Курган, административного центра района. Абсолютная высота — 2596 метров над уровнем моря.

## Население
Согласно оценочным данным Национального статистического комитета Кыргызской Республики, численность населения села на начало 2023 года составляла 1572 человека.
| год     | 2009 | 2014 | 2015 | 2020 | 2021 | 2023 |
| ------- | ---- | ---- | ---- | ---- | ---- | ---- |
| человек | 1091 | 1273 | 1332 | 1515 | 1532 | 1572 |